# Grigny (Essonne)
Grigny [ɡʁiɲi] ist eine französische Stadt mit 26.500 Einwohnern (Stand 1. Januar 2022). Sie befindet sich rund 30 Kilometer südlich von Paris im Département Essonne in der Region Île-de-France unweit der Präfektur Évry.

## Geschichte
Aufgrund seiner Lage unweit des Pariser Flughafens Orly verzeichnete Grigny Ende der 1960er Jahre ein außerordentlich starkes Wachstum.
In neuerer Zeit hatte Grigny mit wirtschaftlichen Problemen zu kämpfen. Im Jahr 2019 lag die Quote der Bevölkerung, die unterhalb der Armutsgrenze lebte, bei 44 Prozent (Durchschnitt Frankreich: 19 Prozent). Dies war der höchste Prozentsatz unter allen Gemeinden mit mehr als 20 000 Einwohnern im europäischen Frankreich.

### Bevölkerungsentwicklung
| 1968   | 1975   | 1982   | 1990   | 1999   | 2007   | 2013   | 2016   |
| ------ | ------ | ------ | ------ | ------ | ------ | ------ | ------ |
| 02 938 | 25 653 | 26 180 | 24 920 | 24 499 | 26 637 | 27 716 | 28 487 |

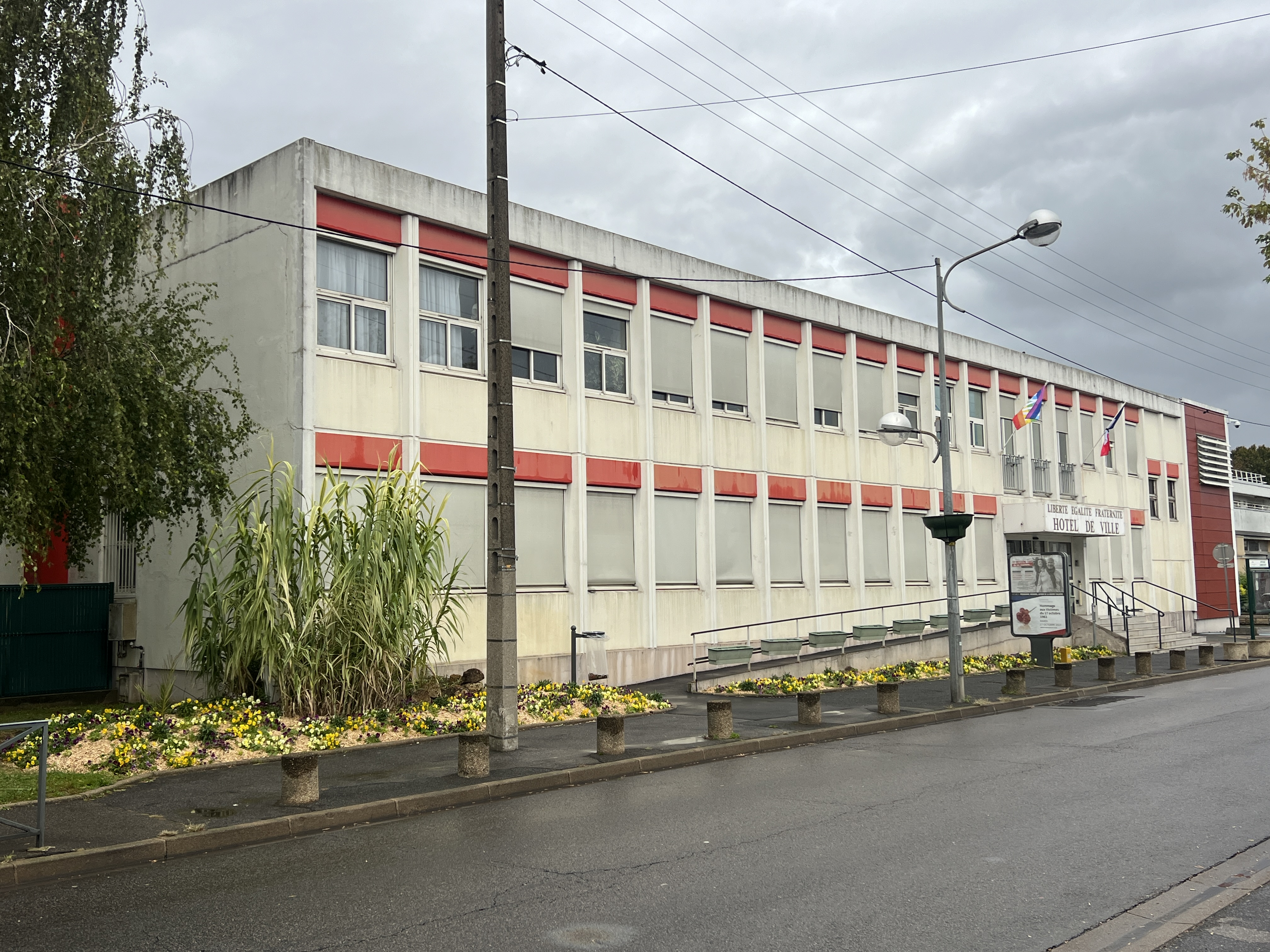
Hôtel de Ville (Rathaus)
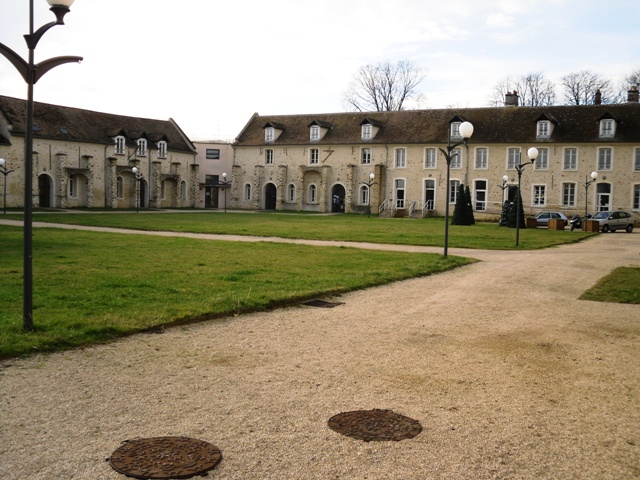
La ferme neuve aus dem 18. Jahrhundert

## Verkehr
Durch die Gemeinde verlaufen die Autobahn A 6, die die Nationalstraße N 7 und die Departementsstraße D 310.
Die Linie D des Schnellbahnnetzes Réseau express régional d’Île-de-France (RER) hat in Grigny einen Haltepunkt.

## Persönlichkeiten
- Pierre-Paul Lemercier La Riviere Saint-Médard (1719–1801), Ökonom und Vertreter der Physiokratie, dort gestorben
- Joseph Canteloube (1879–1957), Komponist, Musikwissenschaftler und Sammler von Volksliedern, dort gestorben
- Sandrine Bonnaire (* 1967), Filmschauspielerin und Regisseurin, dort aufgewachsen